# Hawea (rivière)
La Hāwea (anglais : Hāwea River) est une rivière du district de Queenstown-Lakes dans la région d’Otago dans l’île du Sud de la Nouvelle-Zélande, drainant le lac Hawea dans le fleuve Clutha.

## Géographie
La confluence de l'Hāwea avec la Clutha est à cinq kilomètres environ au nord-ouest de l'aéroport Wanaka Airport (en).